# Toxina èpsilon
La toxina èpsilon (ETX) és una proteïna sintetitzada per les soques tipus B i D del bacteri grampositiu Clostridium perfringens. És coneguda per la seva capacitat per a provocar enterotoxèmia en animals, especialment en ovelles, cabres i altres remugants.

## Història
Aquesta toxina va ser anomenada "èpsilon" per Glenny, Barr, Jones, Dalling i Ross l'any 1933, que la van descriure inicialment com a "necròtica i letal". En el moment de la seva publicació, però, l'ETX encara no havia estat estudiada de prop.
L'any 1935 es confirma la capacitat de la toxina per formar un edema extens i la mort quan s'administra subcutàniament a conills porquins i intravenosament a ratolins i conills.
El 1943, l'ETX va començar a rebre un major interès científic a partir del descobriment de la seva protoxina per Turner i Rodwell. Van arribar a la conclusió que la majoria dels filtratges de cultiu de C. perfringens Tipus D contenen, després d'un breu període de creixement, un precursor gairebé atòxic i relativament termoestable anomenat protoxina, amb la mateixa capacitat de combinació que la toxina i que pot ser convertit en l'ETX mitjançant diversos enzims proteolítics.
Els primers casos d'enterotoxèmia infecciosa en remugants causada per ETX van ser reportats l'any 1957.

## Característiques
L'ETX pertany a la família β de les toxines formadores de porus (β-PFT), dins de la qual es troba, per exemple, la toxina aerolisina d'Aeromonas hydrophila.
El gen de l'ETX de les soques tipus B i D de C. perfringens està situat en plasmidis de gran dimensió: entre 48-110 kbp en la soca tipus D i 65 kpb en la soca tipus B. Aquests plasmidis contenen seqüències que els dona la capacitat de transferir el gen de l'ETX a altres plasmidis, al cromosoma bacterià o fins i tot a altres bacteris de l'espècie C. perfringens, per conjugació bacteriana.
La LD50 de l'ETX és de 0,78 ng en ratolins en administració endovenosa. Per altra banda, la seva toxicitat és 100x la toxicitat de l'aerolisina, i és classificada com la tercera toxina bacteriana més perillosa, darrere la toxina botulínica i la toxina tetànica.
És degut a aquesta potència que presenta l'ETX que alguns països com França la consideren com a potencial arma biològica, i ha estat classificada com a select agent pels Centers for Disease Control and Prevention (CDC), del Govern dels Estats Units d'Amèrica.

## Mecanisme d'acció

### Activació de la protoxina
La toxina èpsilon és sintetitzada en forma de protoxina (proETX) inactiva, la qual té un pes molecular de 32,5 kDa. La seva activació pot ser produïda o bé per la λ-proteasa de Clostridium perfringens o per proteases digestives de l'hoste com la α-chymotrypsin. La λ-proteasa realitza dos talls proteolítics: un a l'extrem N-terminal d'uns 10-11 aminoàcids i l'altre a l'extrem C-terminal d'uns 23-29 aminoàcids; obtenint l'ETX de 30,5 kDa. La α-chymotrypsin, mentrestant, talla 13 aminoàcids a l'extrem N-terminal. Aquest fet provoca la variació del pes molecular a 28,6 kDa. L'activació de la proETX a ETX causa una disminució del punt isoelèctric (pI) de 8,3 a 5,36, fent que augmenti gairebé 1000x la seva toxicitat. El tall proteolític del C-terminal és imprescindible per la toxicitat de l'ETX, doncs permet que la toxina pugui oligomeritzar-se en el procés de formació de porus.

### Formació de porus
La formació de porus comença quan l'ETX en forma de monòmer interactua amb un receptor de la membrana diana. Doncs, es produeix l'oligomerització, la qual forma un heptàmer d'uns 155-174 kDa que actua com a preporus. Aquest complex s'insereix a la membrana donant lloc al porus, que causa la permeabilitat de la membrana, la qual ocasiona un desequilibri iònic que desencadenarà, en darrer lloc, la mort cel·lular.
El receptor amb el qual actua la toxina en forma monomèrica és desconegut. Es troba localitzat tant a les zones de la membrana plasmàtica sense balses lipídiques com als DRM (Detergent-Resistant Membrane microdomains), dominis de membrana rics en colesterol i esfingolípids resistents a detergents. El procés d'oligomerització és necessari que tingui lloc als DRM de la membrana, per aquest motiu el complex ETX i receptor, quan no es troba als DRM, es desplaça fins a aquests. Això és degut al fet que l'ETX només s'uneix fortament als lípids que pertanyen a aquestes balses lipídiques resistents a detergents: la fosfatidilserina, el fosfatidilinositol monofosfat i la sulfàtida. L'absència de la sulfàtida als DRM provoca una disminució de l'activitat de la toxina, fet que demostra que pot estar molt relacionada amb l'ETX.
Un possible receptor en el cas de les cèl·lules MDCK podria ser el receptor cel·lular 1 del virus hepatitis A (HAVCR1). A la resta de les cèl·lules diana de l'ETX, és a dir, a les neurones i oligodendròcits, el receptor de la toxina és totalment desconegut. A més, s'ha descobert que la proteïna MAL (de l'anglès myelin and lymphocyte), la qual es troba a les balses lipídiques de la part apical de cèl·lules epitelials i als oligodendròcits, és indispensable per tal que es doni la unió de l'ETX a la membrana i la toxina tingui citotoxicitat. Tot i això, no hi ha evidències d'una interacció directe entre la toxina i la proteïna MAL. Així mateix, la MAL també s'uneix a la sulfàtida.
Malgrat que l'ETX és una toxina formadora de porus, els estudis afirmen que en els oligodendròcits aquesta actua mitjançant un mecanisme diferent. Aquest consisteix en la unió de l'ETX a un receptor de membrana desconegut, fet que desencadena una sèrie de reaccions que acaben manifestant els típics efectes de la toxina, com el desequilibri iònic, a part de la secreció de glutamat. Tant els oligodendròcits com la mielina són altament sensibles al glutamat, per tant, una elevada concentració extracel·lular d'aquest causa la desmielinització.

## Estructura
L'estructura de l'ETX va ser detallada el 2004 per Cole et al. a través de cristal·lografia de raigs X. Tot i ser similar a la toxina aerolisina, les divergències estructurals que existeixen entre les dues toxines expliquen la major toxicitat de l'ETX.
L'ETX presenta una estructura allargada (100 Å X 20 Å X 20 Å) i es divideix en tres dominis, cadascun d'ells ric en làmines β:
- Domini 1: Conté una llarga hèlix α seguida d'una hèlix 310, un bucle i una làmina β antiparal·lela de tres cadenes. Hi trobem, també, un conjunt d'aminoàcids aromàtics (Tyr49, Tyr43, Tyr42, Tyr209 i Phe212) i l'únic triptòfan de la toxina. Aquest es veu involucrat en la unió de l'ETX amb el receptor de la cèl·lula diana.[cal citació]
- Domini 2: Es tracta d'un sàndvitx β amb dues làmines antiparal·leles, una de cinc cadenes i l'altra de dues. Aquesta darrera làmina β conté una regió amfipàtica, amb aminoàcids hidrosolubles i hidrofòbics alternats relacionats amb la inserció de l'ETX en la membrana i la formació del porus. Aquesta regió es veu flanquejada per seqüències riques en treonina i serina.[cal citació]
- Domini 3: També es tracta d'un sàndvitx β amb dues làmines, una d'elles antiparal·lela i amb quatre cadenes, i l'altra amb tres cadenes d'entre les quals dues són paral·leles. La cadena de l'extrem C terminal es veu parcialment tallada durant l'activació de la proteïna, necessària per l'oligomerització i la formació del porus.[cal citació]

L'estructura de l'ETX i els seus dominis es veuen mostrats a la figura inicial d'aquesta entrada.

## Patogènesi i rellevància clínica

### Patogènesi
Els organismes més afectats per l'ETX són el bestiar remugant, el bestiar boví, ovelles, cabres, porcs i cavalls.
Quan Clostridium perfringens arriba a l'intestí d'animals sans, s'hi troba en concentracions baixes, produint toxines que són fàcilment eliminades. Tanmateix, quan es produeixen canvis en el medi intestinal, particularment amb la ingesta sobrecarregada de midó no digerit, es proporciona una excel·lent font de carboni per C. perfringens, el qual prolifera ràpidament, produint així grans quantitats d'ETX. Seguidament, l'ETX afavoreix la seva pròpia absorció en la circulació sistemàtica de l'animal, donant lloc a l'enterotoxèmia. La toxina circulant s'uneix a l'epiteli microvascular de diversos teixits, tals com el cor, els pulmons, els ulls o els ronyons, tot i que afecta principalment als vasos sanguinis del cervell.
Si la barrera hematoencefàlica s'exposa a grans quantitats d'ETX, augmenta la permeabilitat vascular, i com a conseqüència, es genera un edema vasogènic i citotòxic greu, que produeix un augment de la pressió intracranial i una síndrome neurològica aguda, normalment mortal. D'altra banda, si la vasculatura cerebral entra en contacte amb poca quantitat d'ETX, el dany cerebral resultant és caracteritzat per la presència de lesions necròtiques bilateralment simètriques en certes regions neuroanatòmiques vulnerables. Això pot donar lloc a una encefalomalàcia focal simètrica (FSE).

### Rellevància clínica
L'impacte de l'ETX sobre la salut dels humans és nul o desconegut: cap cas d'intoxicació per ETX ha estat confirmat en humans, i existeix poca informació o cap sobre els efectes de la toxina en les persones. De la mateixa manera, no s'ha detallat que la toxina èpsilon sigui transmissible entre animals o entre animals i humans.
La importància de l'ETX en l'àmbit de la medicina veterinària i el seu possible ús com a arma biològica han captat l'atenció dels investigadors, i han portat a la realització d'un gran nombre de recerques destinades a la investigació d'aquesta toxina.

## Prevenció i tractament
L'acció preventiva principal contra l'enterotoxèmia en l'àmbit sanitari del bestiar involucra l'ús de vacunes preparades a partir d'ETX en forma inactivada. Altres mesures de prevenció inclouen canvis en la dieta del bestiar que evitin el sobrecreixement de Clostridium perfringens.
Per altra banda, el sèrum hiperimmune ha demostrat ser de gran utilitat en el tractament de l'enterotoxèmia si és administrat ràpidament després de l'exposició a l'ETX. També és eficaç l'ús d'antibiòtics com la penicil·lina en el tractament contra la infecció per Clostridium perfringens.
La detecció d'ETX en el bestiar es pot fer mitjançant diverses proves, com ara l'assaig d'immunoabsorció lligat a enzims (ELISA).

## Relació de la toxina amb l'esclerosi múltiple
L'esclerosi múltiple és una malaltia autoimmunitària que afecta el sistema nerviós central, en concret la mielina, provocant la desmielinització i inflamació. Molts determinants intervenen en la seva aparició, tot i que és una malaltia bastant desconeguda.
Durant els primers estadis de la malaltia s'observen efectes com ara l'apoptosi d'oligodendròcits i l'augment de la permeabilitat de la barrera hematoencefàlica, uns danys que l'ETX també provoca. Aquesta coincidència suggereix una possible relació entre la toxina i la malaltia.
A més a més, que un 10 per cent dels malalts d'esclerosi múltiple presentin anticossos contra l'ETX en el sèrum evidencia aquesta connexió. Així mateix, es troba una gran quantitat de soques B i D de Clostridium perfringens a l'intestí de les persones amb esclerosi múltiple, fet que reforça la hipòtesi.
Es pensa que l'ETX contribueix en el desenvolupament de l'EM, ja que a través del dany que provoca a les neurones i als oligodendròcits, facilita el pas de les cèl·lules immunes al cervell, les quals causarien la desmielinització característica de l'EM.